# Karagou Mandaram
Karagou Mandaram (auch: Karagou, Karagoua, Karagoumandaram, Karagu, Karamgaoua) ist ein Dorf in der Landgemeinde Goudoumaria in Niger.

## Geographie
Das von einem traditionellen Ortsvorsteher (chef traditionnel) geleitete Dorf liegt rund 30 Kilometer südwestlich des Hauptorts Goudoumaria der gleichnamigen Landgemeinde und des gleichnamigen Departements Goudoumaria, das zur Region Diffa gehört. Zu den Siedlungen in der näheren Umgebung von Karagou Mandaram zählen Kadella Boua Canada im Nordwesten, Kodjiméri im Südosten, Kri Bitoa Kaday im Südwesten und Guirsilik im Westen.
Die Ortschaft befindet sich in der Zone der fruchtbaren Mulden von Maïné-Soroa und hat den Charakter einer Oase. Die 155 Hektar großen Doumpalmen-Haine und der 631 Hektar große Kautschukbaum-Hain von Karagou Mandaram stehen unter Naturschutz.

## Geschichte

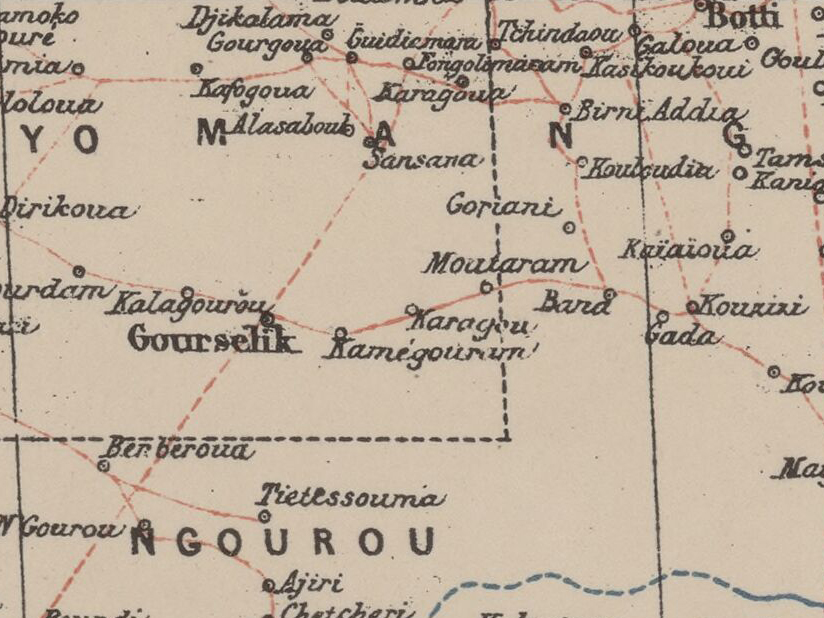
Ausschnitt einer Karte von 1903 mit Karagou im Zentrum

Das Dorf wurde im Jahr 1857 gegründet. Anfang des 20. Jahrhunderts wurde hier Salz gewonnen. Die 378 Kilometer lange Piste für Reiter zwischen den Orten Maïné-Soroa und Zinder, die durch Karagou Mandaram führte, galt in den 1920er Jahren als einer der Hauptverkehrswege in der damaligen französischen Kolonie Niger.

## Bevölkerung
Bei der Volkszählung 2012 hatte Karagou Mandaram 584 Einwohner, die in 102 Haushalten lebten. Bei der Volkszählung 2001 betrug die Einwohnerzahl 458 in 88 Haushalten und bei der Volkszählung 1988 belief sich die Einwohnerzahl auf 535 in 127 Haushalten.

## Wirtschaft und Infrastruktur
Am Markt von Karagou Mandaram werden Erzeugnisse aus dem Getreide- und Gemüseanbau sowie aus der Viehzucht gehandelt. Mit einem Centre de Santé Intégré (CSI) ist ein Gesundheitszentrum im Ort vorhanden. Es gibt eine Schule. Das nigrische Unterrichtsministerium richtete 1996 gemeinsam mit dem Welternährungsprogramm der Vereinten Nationen zahlreiche Schulkantinen in von Ernährungsunsicherheit betroffenen Zonen ein, darunter eine für Kinder transhumanter Hirten in Karagou Mandaram.